# Peter August Friedrich von Manteuffel
Peter August Friedrich von Manteuffel, nekdy také Mannteuffel (19. lednajul./ 30. ledna 1768greg., Tallinn, původně německy Reval) – 26. dubnajul./ 8. května 1842greg., Ravila, původně německy Meks) byl estonsky píšící německý spisovatel, který se významně zasloužil o rozvoj estonštiny a jehož dílo, díky zájmu o estonské lidové písně a obyčeje, vykazuje znaky preromantismu.

## Život a dílo
Pocházel ze staré pobaltské německé šlechtické rodiny, která vlastnila značný majetek po celém tehdejším Livonsku. Jeho otec, hrabě Karl Reinhold von Manteuffel, byl podplukovníkem v carské armádě. Narodil se sice v Tallinnu, ale většinu života strávil na rodinném panství v Ravile. Matku ztratil ve věku čtyř let a otce ve věku jedenácti let, a byl vychováván svými příbuznými. Jeho učitelem byl estonský národní buditel, farář a jazykovědec Otto Wilhelm Masing, který jej také doprovázel na jeho cestách po Evropě roku 1787.
Pobýval v Německu a navštěvoval přednášky na Lipské univerzitě. Navštívil také Řím a Vídeň, kde potkal prostou dívku Johannu Dresslerovou. Pro stavovský rozdíl se s ní nemohl oženit, proto se stala jeho hospodyní na jeho panství v Ravile. Z jejich vztahu se narodily tři dcery. Po její smrti se roku 1816 oženil s baronkou Helenou Luisou Elisabethou Freiin von Uexküll-Güldenband, se kterou měl čtyři děti.
Byl dosti kontroverzní osobností. Příliš se nezajímal o šlechtické zvyky a předsudky. Měl blízko k prostému lidu a na svém panství vyzkoušel mnoho z prací, které vykonávali jeho nevolníci. Zabýval se také botanikou a mechanikou, dokonce se pokoušel sestavit létající stroj.
Byl známý svou láskou k estonské kultuře a psal v estonštině. Nejprve skládal básně v anakreontském stylu, ty se však nedochovaly. Na přelomu století vydal anonymně veršovaný dialog Üks Ennemuiste lugu ühhe Warga peäle (Starobylá historka o jednom zloději), jednu z prvních básní napsaných estonsky. Dále je autorem sbírek vesnických povídek Aiawite peergo walguses (1838, Hrátky za světla louče) a Villem Navi ellopävad (1839, Život Viléma Naiho). Povídky se vyznačují expresivním a živým, občas vtipným zobrazením vesnické společnosti a jejích postav. Autor v nich mimo jiné kritizuje nešvary doby, například alkoholismus, ale tyto moralistické tendence jsou na pozadí vyprávění, pro které je charakteristický lidový jazyk.